# 友常勉
友常 勉（ともつね つとむ、1964年3月 - ）は、日本の歴史学者。専門は、近代日本思想史。
東京外国語大学国際日本学研究院教授。博士（学術）（2004年、東京外国語大学）。

## 略歴
法政大学文学部卒業、東京外国語大学大学院地域文化研究科博士前期課程修了、同博士後期課程中退。
廈門大学外文学院専家、東京外国語大学非常勤講師等を経て、2009年より東京外国語大学国際日本研究センター専任講師、2012年より准教授、2015年より同大学国際日本学研究院准教授、2017年より教授。

## 著書

### 単著
- 『始原と反復　本居宣長における言葉という問題』三元社、2007年
- 『脱構成的叛乱　吉本隆明、中上健次、ジャ・ジャンクー』以文社、2010年
- 『戦後部落解放運動史 —永続革命の行方』河出書房新社、2012年

### 共著
- （黒川みどり・関口寛・廣岡浄進・吉村智博・中嶋久人・石居人也・坂野徹・竹沢泰子）『眼差される者の近代』解放出版社、2007年

### 訳書
- （李子雲・陳恵芬・成平）『チャイナ・ガールの1世紀—女性たちの写真が語るもうひとつの中国史』共訳：葉柳青 三元社、2009年